# Ruandische Basketballnationalmannschaft
Die ruandische Basketballnationalmannschaft der Herren vertritt Ruanda bei Basketball-Länderspielen. Nachdem der ruandische Verband dem Weltverband FIBA erst 1977 beigetreten war, konnte sich die Auswahl der Herren 30 Jahre später 2007 erstmals für eine kontinentale Endrunde der Afrikameisterschaft qualifizieren. Seitdem ist sie regelmäßiger Teilnehmer an den kontinentalen Titelkämpfen und erreichte 2009 mit dem neunten Platz ihre bislang beste Platzierung, was jedoch nicht für eine Qualifikation für eine globale Endrunde reichte.

## Kader
| Spieler | Spieler               | Spieler           | Spieler | Spieler | Spieler  | Spieler                          |
| Nr.     | Name                  | Geburt            | Größe   | Info    | Einsätze | Verein                           |
| ------- | --------------------- | ----------------- | ------- | ------- | -------- | -------------------------------- |
|         |                       | Guards (PG, SG)   |         |         |          |                                  |
| 4       | Olivier Shyaka        | 14.08.1995        | 194     |         |          | Kigali BC                        |
| 7       | Lionel Hakizimana     | 13.12.1992        | 190     |         |          | Espoir BC                        |
| 8       | Aristide Mugabe       | 11.02.1988        | 183     |         |          | Espoir BC                        |
| 9       | Aboubakar Barame      | 26.04.1984        | 181     |         |          | Espoir BC                        |
| 12      | Kenneth Gasana Wilson | 09.11.1984        | 193     |         |          | al-Wakrah SC                     |
|         |                       | Forwards (SF, PF) |         |         |          |                                  |
| 5       | Patrice Twagirayezu   | 05.07.1994        | 200     |         |          | Milligan Buffaloes (NAIA)        |
| 6       | Thierry Suku Suku     | 12.07.1989        | 194     |         |          | ASS Lagnieu                      |
| 10      | Hamza Ruhezamihigo    | 27.03.1985        | 193     |         |          | Rivière des Prairies Jaguars     |
| 11      | Bradley Cameron       | 27.02.1991        | 194     |         |          | Southern Illinois Monarchs (ABA) |
| 13      | Daniel Rugamba        | 16.03.1987        | 195     |         |          | CS Kigali                        |
|         |                       | Center (C)        |         |         |          |                                  |
| 15      | Kami Kabangu          | 02.07.1984        | 203     |         |          | Espoir BC                        |

| Trainer | Trainer           | Trainer  |
| Nat.    | Name              | Position |
| ------- | ----------------- | -------- |
| Ruanda  | Moïse Mutokambali |          |

| Legende                  | Legende            |
| Abk.                     | Bedeutung          |
| ------------------------ | ------------------ |
| (C)                      | Mannschaftskapitän |
| Quellen                  |                    |
| Teamhomepage             |                    |
| Ligahomepage             |                    |
| Stand: 23. November 2013 |                    |

| Legende                  | Legende            |
| Abk.                     | Bedeutung          |
| ------------------------ | ------------------ |
| (C)                      | Mannschaftskapitän |
| Quellen                  |                    |
| Teamhomepage             |                    |
| Ligahomepage             |                    |
| Stand: 23. November 2013 |                    |

### Weitere Spieler
naturalisiert:
- Robert Thomson (* 1982)
- Matt Miller (* 1982), ehemals bei NVV Lions Mönchengladbach aktiv

## Abschneiden bei internationalen Wettbewerben
| - noch nie qualifiziert |  | - noch nie qualifiziert |

### Afrikameisterschaften
| bis 2005 – nicht qualifiziert - 2007 – 12. Platz - 2009 – 9. Platz - 2011 – 12. Platz - 2013 – 10. Platz - 2015 – nicht qualifiziert - 2017 – 10. Platz - 2021 – 10. Platz |